# MySims Agents
MySims Agents — таємнича відеогра-симулятор життя 2009 року, видана Electronic Arts. П’ята частина серії MySims була випущена в Європі 25 вересня 2009 року та в Австралії 5 жовтня 2009 року як для Nintendo DS, так і для Wii. Випуск планувався на 16 червня в Північній Америці для обох консолей, але натомість гру було випущено 29 вересня. У версії для Wii гравцеві доручається розгадати кілька випадків, які допомагають гравцеві визначити злий задум антагоніста гри, розблоковуючи додаткові функції, необхідні для проходження гри. У версії DS гравець повинен взяти участь у кількох міні-іграх і взаємодіяти з різними жителями міста, щоб знайти злодія, який намагається вкрасти таємний скарб.
Після випуску версія для Wii, гра отримала позитивні відгуки від критиків, які похвалили графіку та сюжетну лінію гри, але критикували відсутність складності в грі. І навпаки, версія DS отримала неоднозначні відгуки, рецензенти критикували міні-ігри та графіку, вважали її ігровий процес непослідовним.

## Ігровий процес

Гравець шукає сліди під час однієї з справ.

Гравець починає як починаючий детектив разом із своїм другом Бадді у версії Wii. Після завершення справи щодо собаки та її справжнього власника до гравця звертається спеціальний агент з Агенції захисту симів (SPA), який повідомляє гравцеві, що його заявку схвалено та він найнятий молодшим агентом. Спеціальний агент повідомляє гравця, що агентство шукає людину зі справи про собаку (чиє ім’я виявилося Моркубус), вважаючи, що в нього є грандіозний лиходійський план. Після вирішення справ на головній вулиці гравець стає спеціальним агентом і отримує доступ до першої штаб-квартири SPA, розташованої в місті. Усередині штаб-квартири є п'ять поверхів, чотири з яких можна прикрасити меблями, які гравець заробляє в грі. У рамках свого робочого навантаження від SPA, гравець також може наймати інших громадян як молодших агентів, метою яких є вирішення диспетчерських місій. Кожен випадок, який розслідує гравець, включає кілька міні-ігор, які включають аналіз хімікатів, злом, зламування замків і ремонт машин. Протягом усієї гри гравець володіє декількома інструментами, як-от гайковий ключ, який використовується для запасних запчастин, збільшувальне скло, яке використовується для відстеження кроків, і лом, який використовується для відкриття предметів. По ходу гри кожен інструмент отримує технологічне оновлення.
У версії DS гравець працює агентом під прикриттям, який дізнається від мера міста, що злодій, який називається «V», планує вкрасти таємний скарб міста, і повинен зловити його, перш ніж він його отримає. Протягом усієї гри гравець повинен виконувати міні-ігри, побічні місії, подорожувати в різні місця та взаємодіяти з жителями міста, щоб визначити місцеперебування V. За завершення міні-ігор гравець винагороджується симолеонами, внутрішньоігровою валютою всесвіту Sims, яку можна використовувати для покупки прикрас. Крім того, колекція есенцій з попередніх ігр MySims повертаються, і гравець може прикрасити місто, свій будинок або штаб-квартиру.
Навпаки, у версії Wii гравець натомість розгадує низку таємниць, які пов’язані з Моркубусом та його організацією Morcucorp. Ці випадки проводять їх через різноманітні нові регіони, включаючи гірський хребет, промисловий район, особняк Байо, набережну на березі моря і храм в ацтекській тематиці. Виконуючи кожен квест, вони отримують нових молодших агентів і прикраси для збільшення статистики агентів (валюти симолеон немає, і прикраси не можна придбати). Відкриваючи скрині зі скарбами, досліджуючи (наприклад) живоплоти та сміттєві баки тощо, гравець може знайти прикраси, косметику для одягу та фарби для своєї штаб-квартири.

## Розробка та випуск
Electronic Arts анонсувала гру під час пресрелізу 22 квітня 2009 року для обох консолей, з датою випуску в Північній Америці 16 червня, а в інших місцях — восени того ж року. Гра була розроблена The Sims Studio і була п'ятою грою в серії MySims. За словами генерального менеджера серії MySims Тіма ЛеТурно, MySims Agents мала бути «повністю іншою, ніж будь-яка гра MySims раніше». У короткому огляді для IGN, кілька виробників, які працювали над версією гри для Wii, у тому числі головний продюсер Рейчел Бернштейн розповіла про гру. 25 вересня 2009 року гра була випущена як для DS, так і для Wii в Європі, а через чотири дні вона також була випущена в Північній Америці. Пізніше гра була випущена в Австралії 5 жовтня 2009 року.

## Критика
| Агрегатор  | Оцінка | Оцінка |
| Агрегатор  | DS     | Wii    |
| ---------- | ------ | ------ |
| Metacritic | 60/100 | 78/100 |

| Видання               | Оцінка | Оцінка |
| Видання               | DS     | Wii    |
| --------------------- | ------ | ------ |
| 1Up.com               | Н/Д    | C+     |
| Famitsu               | 27/40  | 26/40  |
| GamesMaster           | 80%    | Н/Д    |
| GameSpot              | Н/Д    | 7.5/10 |
| GameTrailers          | Н/Д    | 7.3/10 |
| GameZone              | Н/Д    | 7.5/10 |
| IGN                   | 4.9/10 | 7.8/10 |
| NGamer                | 71%    | 87%    |
| Nintendo Power        | Н/Д    | 7/10   |
| Nintendo World Report | Н/Д    | 8.5/10 |

Версія для Wii отримала «загалом схвальні відгуки», тоді як версія DS отримала «змішані» відгуки, згідно з веб-сайтом зібрання оглядів Metacritic. У Японії, де гру було перенесено для випуску під назвою Boku to Sim no Machi Agents: Mai no Kaitō Kara Hihō wo ma more re Taisaku Ikusa! (ぼくとシムのまち エージェント 〜謎の怪盗から秘宝をまもれ大作戦！〜 , Boku to Shimu no Machi Ējento 〜Mai no Ka itō Kara Hihō wo ma mo re Taisaku Ikusa!〜 ) 1 жовтня 2009 року Famitsu дали оцінку 27 із 40 для версії DS та 26 із 40 для версії Wii.
Метт Касамассіна з IGN назвав версію гри для Wii «його улюбленою грою в серії», похвалив її візуальні ефекти та міні-ігри, але поскаржився на діалог, зазначивши, що «значна частина комедії, особливо від вашого персонажа-кореспондента Бадді, не є дуже смішно» і що «нудотно милий діалог персонажа sic з попередніх ігор повертається для розчаровуючих результатів». Проте Аллен Рауш з GameSpot вважає, що «наприклад, ваш напарник Бадді забезпечує більшу частину гучного сміху завдяки своїй чудово виразній мові тіла». Він сказав, що гра «виділяється» як найкраща гра з серії MySims. Рауш також похвалив пригодницький характер гри та її сюжетну лінію, але розкритикував простоту головоломок. Нік Елліс, написавши для GamesRadar+, підтвердив, що гра має «кумедний сценарій і шикарні візуальні ефекти» і що «гра ніколи не стає стомлюючою, незважаючи на деякі повторення». Хіт Хукер з GameZone високо оцінив графіку, сюжетну лінію та діалоги, зазначив, що MySims Agents будуть «добре сприйняті молодшою аудиторією Wii», і вважає, що деякі підказки були незрозумілими, а деякі місії були «надзвичайно простими». Ей Джей Глассер з Kotaku стверджував, що гра «є веселою, належним чином довгою з гідним керуванням і привабливою візуальною частиною», назвавши її «лінійний геймплей», візуальні ефекти та різноманітні головоломки як позитивні якості, однак критикуючи процес переодягання та низький заряд батареї, «нав'язливе сповіщення Wiimote». Пишучи для The Independent, Ребекка Армстронг заявила, що гра є «гострим поворотом як у The Sims, так і в Джеймса Бонда» і що це «чарівне нове доповнення до сім’ї».
Касамассіна дав негативну рецензію версії гри для DS, назвавши її «набагато більш нудною, незбалансованою справою, яка так само розчаровує, як і розважає», а її міні-ігри «невтішно нудними та довгими», додатково критикуючи її керування тим, як працює цикл зміни дня і ночі. Дхарн Убаррі з Jeuxvideo.com висловив думку, що це «залишає бажати кращого» і не «ламає три фути качки», вважав міні-ігри «спрощеними» та «снодійними», а також критикував цикл зміни дня і ночі. Лу Лассіна-Фубер з Gamekult заявив, що розвиток гри «не набагато більш захоплюючий», вважав міні-ігри такими, що «виконуються неналежним чином», і вказав на графічні та технічні помилки.